# Coselpalais

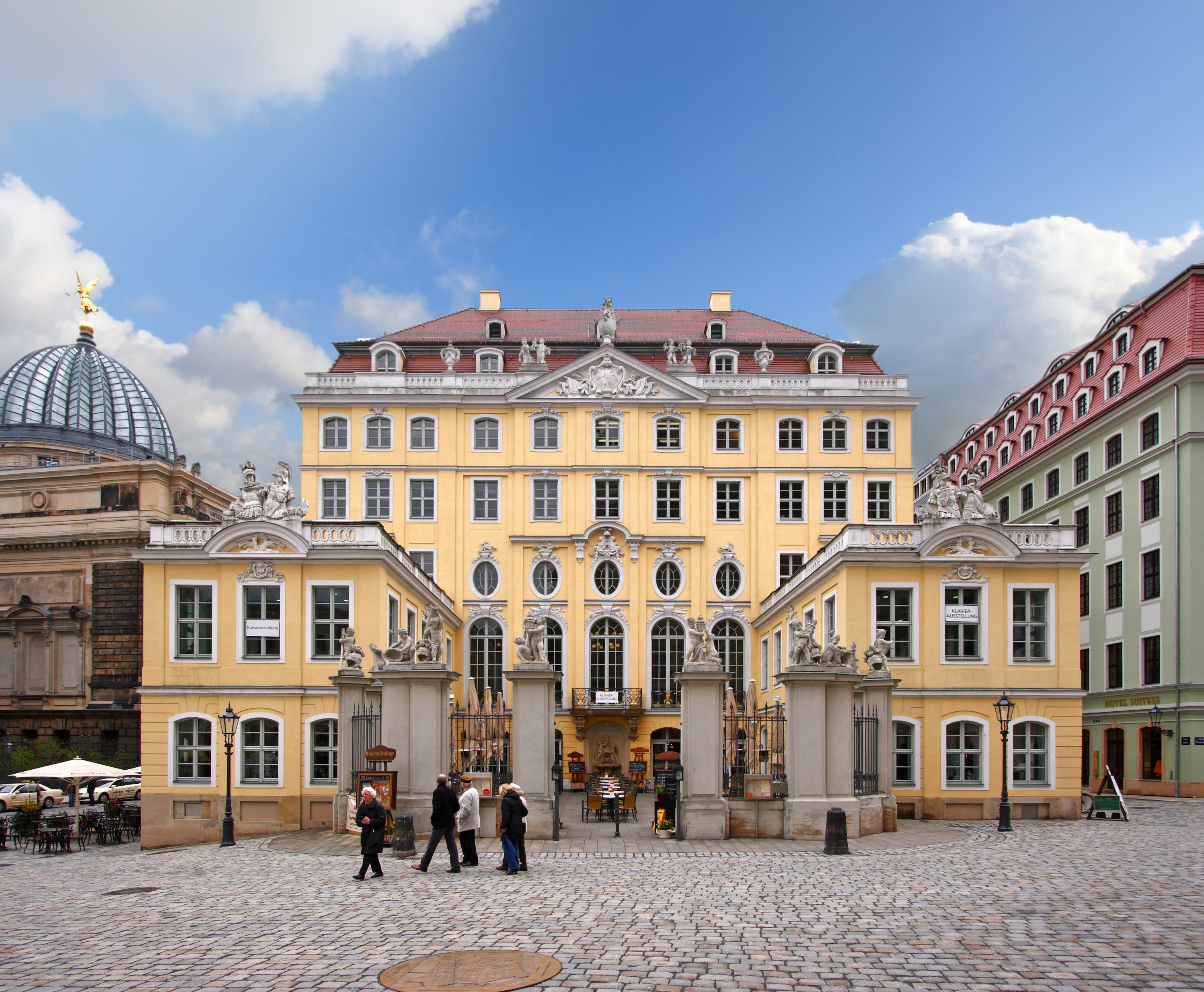
Coselpalais nach dem Wiederaufbau, links die Kuppel der Kunstakademie

Das Coselpalais ist ein Palais in der Inneren Altstadt in Dresden. Mit der Adresse An der Frauenkirche 12 steht es nordöstlich der Frauenkirche an der Einmündung der Salzgasse auf diesen Nebenplatz des Neumarkts.
Das historische Palais gehörte zu den späten Hauptwerken des Dresdner Barock. Nach der Zerstörung im Zweiten Weltkrieg erfolgte bis zum Jahr 2000 ein schrittweiser Wiederaufbau. Das in abgewandelter Form rekonstruierte Palais wird als Bürogebäude und Restaurant genutzt. 

## Vorgängerbauten

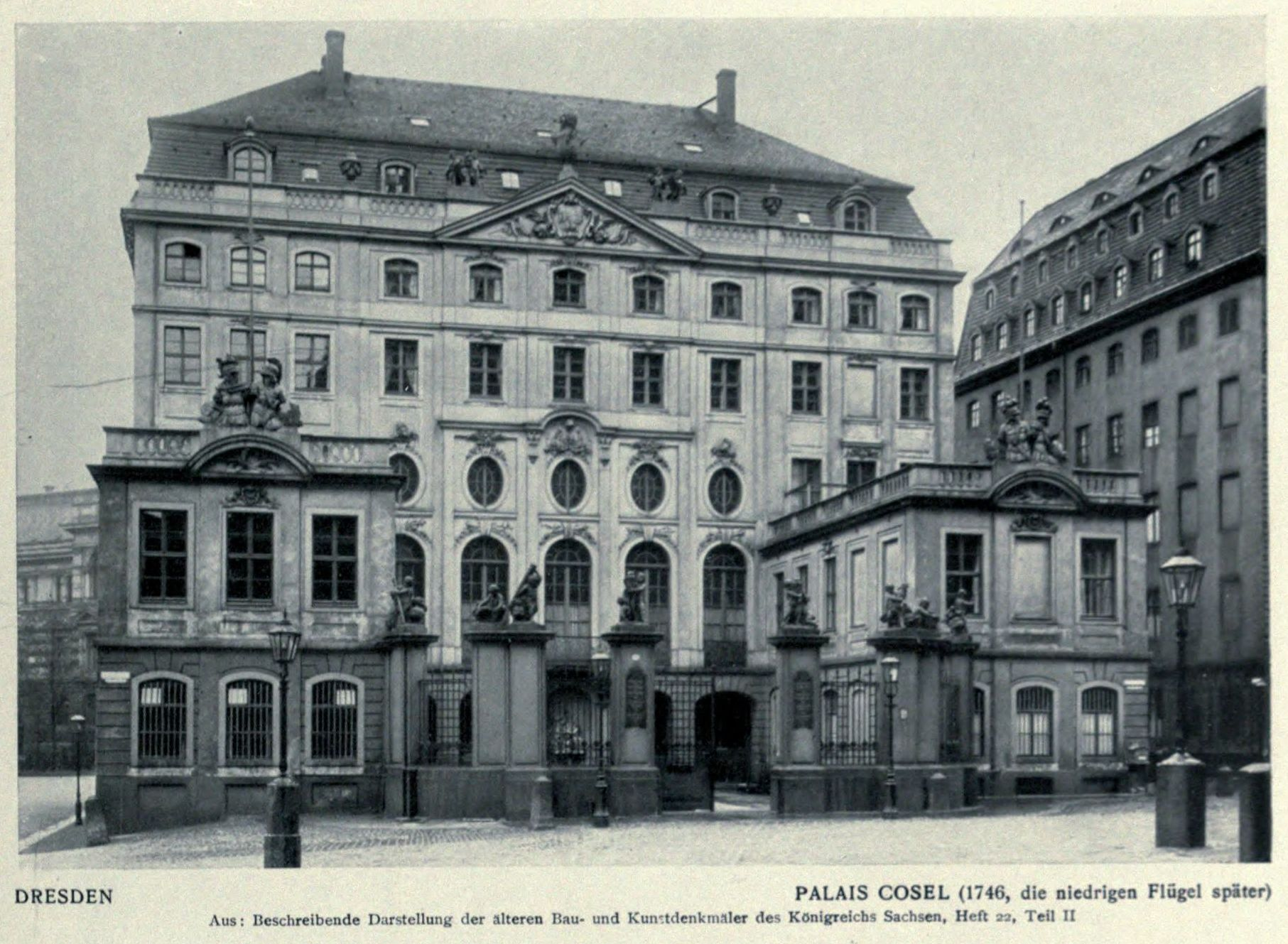
Das Palais um 1908

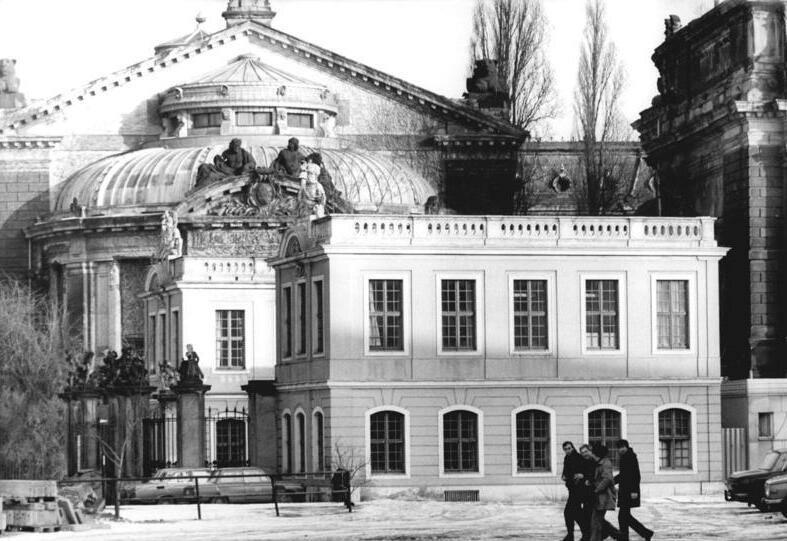
Seitenansicht der wiederaufgebauten Torbauten, 1985

An der Stelle des Coselpalais befand sich ein zwanzig Meter hohes Gebäude, das nach 1560 errichtet wurde. Es wurde ursprünglich als Wind- und Rossmühle genutzt. Seit dem Beginn des 17. Jahrhunderts kam es zur Nutzung als Pulverturm. Der sächsische Kurfürst Friedrich August II. verschenkte den Turm je zur Hälfte an Oberlandbaumeister Johann Christoph Knöffel und den Oberkriegskommissar Caesar. Diese ließen den Turm 1744 abreißen und Knöffel errichtete an seiner Stelle 1745/1746 das Cäsar- und Knöffelsche Haus, zwei fünfgeschossige Gebäude. Sie wurden 1760 im Siebenjährigen Krieg stark beschädigt. Der zur Frauenkirche hin befindliche Knöffelsche Teil des Hauses wurde im preußischen Bombardement auf Dresden am 19. Juli 1760 gänzlich zerstört, während der in Ruinenform erhaltene Cäsarsche Teil des Hauses in den Neubau des Coselpalais integriert und für die linke Hälfte die in der Salzgasse befindliche Seitenfassade des Palais dupliziert wurde. Dabei wurde das im Erdgeschoss befindliche ursprüngliche Portal mit großem Segmentbogen sowie Kartusche und seitlichen Blütenketten verändert, etwa durch ein „Stichbogenportal mit muschelförmigem Schlussstein und über den Sturz gebreiteten Blütenketten“.

## Palaisgebäude
Friedrich August von Cosel, General der Infanterie und ein jüngerer Halbbruder des Kurfürsten aus der Liaison Augusts des Starken mit der Gräfin Constantia von Cosel, erwarb die beiden Häuser 1762 und ließ sich daraus von Julius Heinrich Schwarze ein Wohnpalais im Stil des Dresdner Rokoko errichten. Die Arbeiten an dem nach ihm benannten Gebäude dauerten bis 1764.
Das Gebäude war fünfgeschossig und elfachsig. Die Hauptfront war durch Lisenen gegliedert mit Mittelrisalit und Dreiecksgiebel. Im ersten Obergeschoss befand sich ein Festsaal. Dieser von Schwarze umgestaltete Bau entsprach der ursprünglichen knöffelschen Architektur. Schwarze fügte zwei zweigeschossige Seitenflügel mit einfachen Formen an, die den Ehrenhof umgaben. Den plastischen Schmuck schuf Johann Gottfried Knöffler. Die von ihm gefertigten zwölf Kinderplastiken auf dem Toreingang gelten als Höhepunkt des sächsischen Barock.
In der ersten Hälfte des 19. Jahrhunderts gelangte das Palais in bürgerlichen Besitz. Von 1845 bis 1853 war hier das „Russische Hotel“ untergebracht. Danach diente es der Polizei bis zum Umzug ins in der Nähe neu gebaute Polizeipräsidium im Jahr 1901 als Dienstsitz. Auch die Polizeihistorische Sammlung Sachsen hat hier somit ihren Ursprung. Anschließend beherbergte das Coselpalais unter anderem das sächsische Bauamt. Im Februar 1945 wurde das Palais bei den Luftangriffen auf Dresden zerstört. Das brennende Gebäude setzte auch die benachbarte, selbst von den Bomben nicht getroffene Frauenkirche in Brand.

## Wiederaufbau

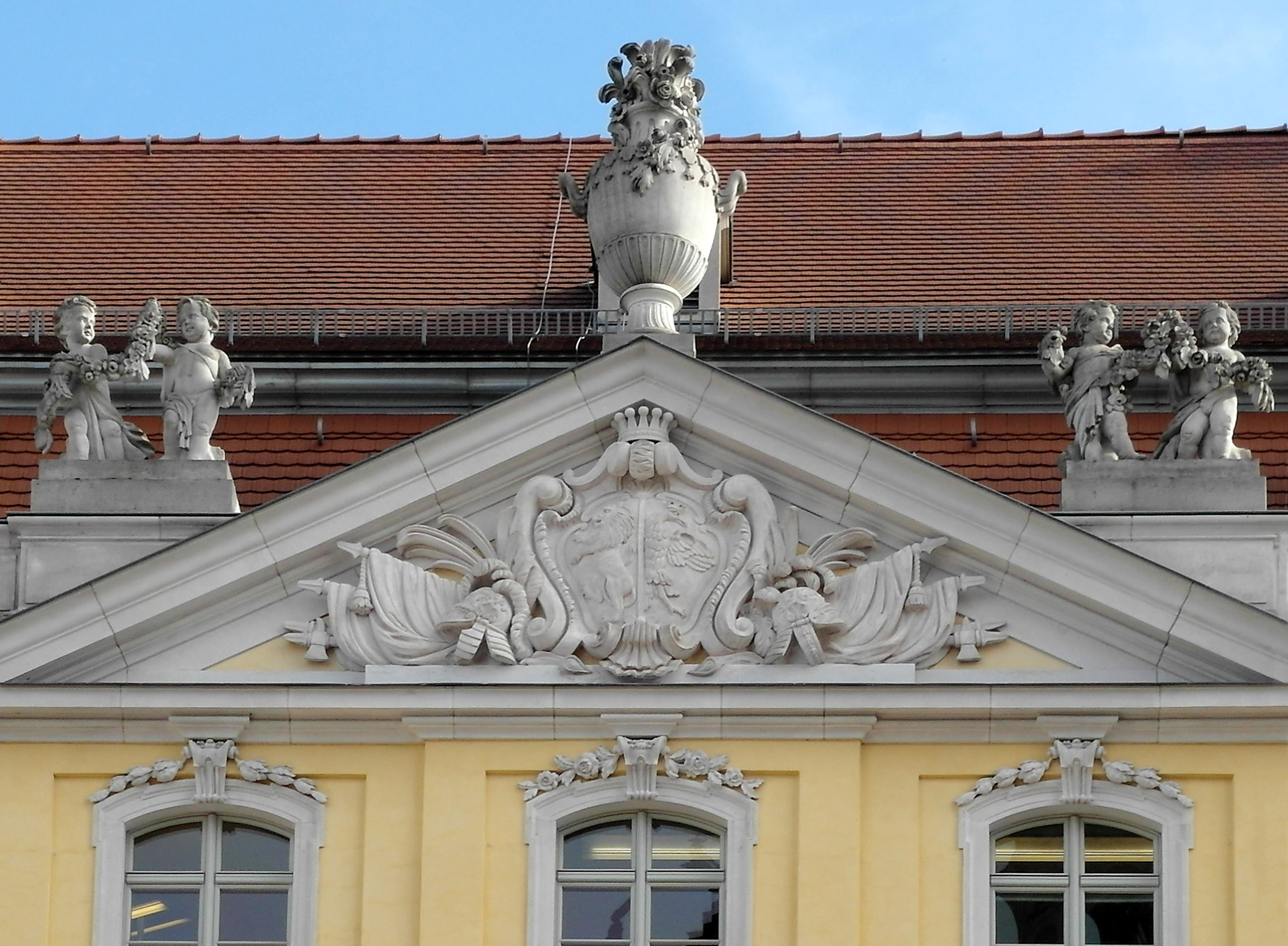
Coselpalais: Giebel zum Ehrenhof mit dem Wappen des Grafen Cosel

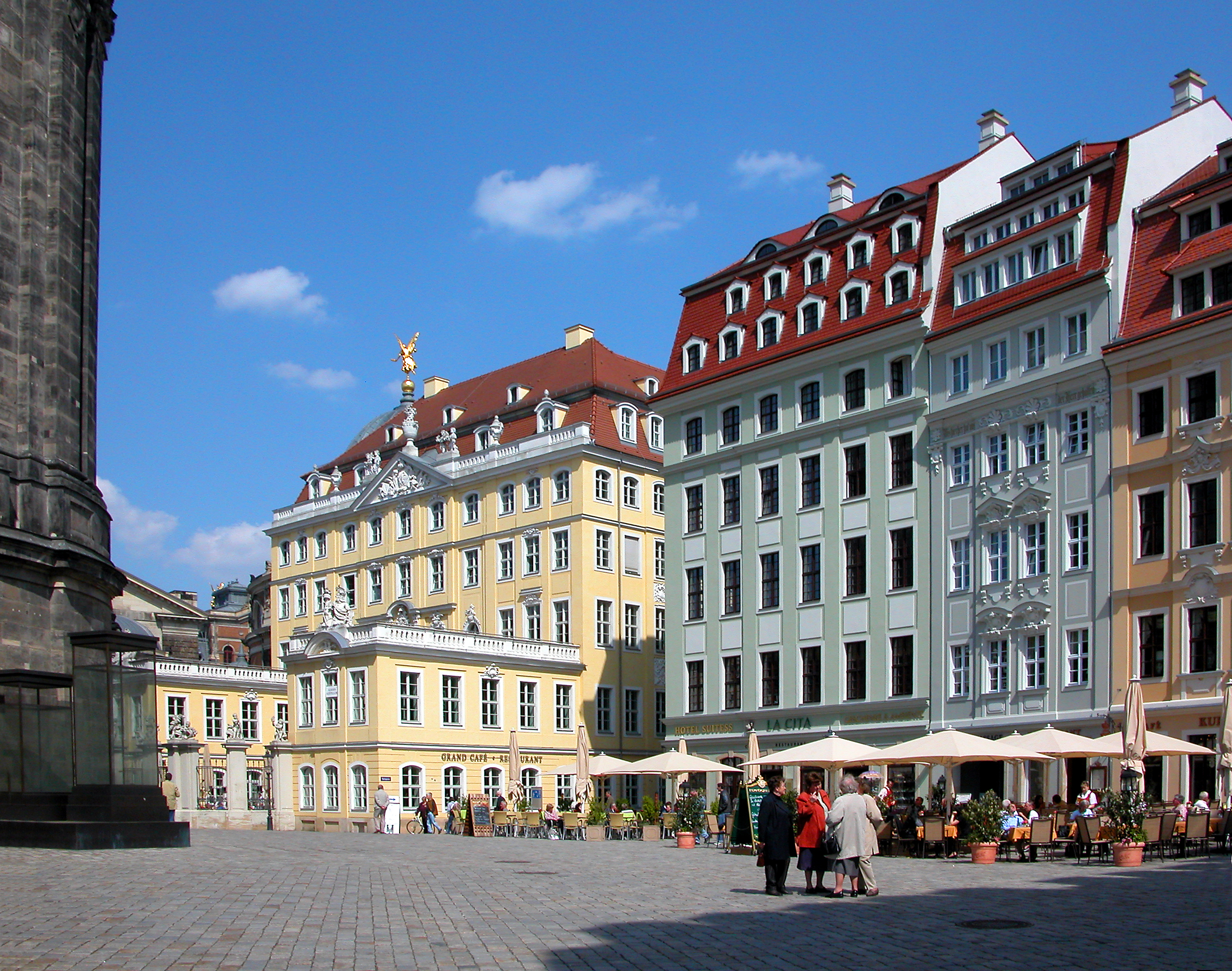
Dresden Neumarkt: Coselpalais. Rechts davon: An der Frauenkirche 13 (Haus zum Schwan) und 14 (Haus zur Glocke)

Von 1973 bis 1975 wurden auf Initiative von Hans Nadler die 1945 ausgebrannten, aber stehengebliebenen Flügelbauten des Palais wiederaufgebaut, um eine künftige Rekonstruktion zu ermöglichen und eine Überbauung des Areals zu verhindern. 
Das Hauptgebäude wurde von 1998 bis 2000 äußerlich weitgehend originalgetreu rekonstruiert. Umstritten ist allerdings, neben der Überbauung des Gartens mit einem modernistischen Anbau, der Verzicht auf den historischen Innenhof: Anstatt den konstruktiv sowie für Belichtung und Belüftung erforderlichen Hof wiederherzustellen, wurde dieser nur angedeutet, und es entstanden künstlich beleuchtete Geschossflächen. Im Gegensatz zu vielen anderen am Neumarkt rekonstruierten Bauten wurde jedoch die Dachpartie in historisch genauer Form mit hölzernem Dachstuhl rekonstruiert und die Fassaden statt aus Beton aus Ziegeln gemauert. Heute sind mehrere Restaurants, die Dresdner Piano-Salon GmbH, die MRK Group sowie Büroräume im Gebäude untergebracht.